# Vulcão das Furnas
Erupção do Cinzeiro, Ano do Cinzeiro ou simplesmente Cinzeiro, é o nome porque ficou conhecida a grande erupção do Vulcão das Furnas iniciada a 3 de Setembro de 1630. Foi a maior das erupções registadas após a colonização dos Açores, do tipo pliniano, com grande explosividade, emitindo um gigantesco volume de pedra pomes e de material pomítico pulverizado para a atmosfera. A nuvem assim formada obscureceu o Sol por três dias e recobriu a ilha com uma camada de cinzas que nalgumas zonas distantes da erupção excedeu 1,5 m de espessura. A erupção atirou cinzas para a alta atmosfera que se depositaram na ilha das Flores, sita aproximadamente a 545 km para oeste. A camada de pedra pomes flutuante impedia a navegação nas proximidades da ilha. Causou algumas centenas de mortos. A erupção terminou a 2 de Novembro de 1630, isto é 61 dias depois do seu início.

## A descrição de Manuel Luís Maldonado
Manuel Luís Maldonado, na sua obra Fenix Angrence (edição do Instituto Histórico da Ilha Terceira, Angra do Heroísmo, 1990, 2.º vol., pp. 124–133), dá uma circunstanciada descrição coeva do Vale das Furnas e da erupção do Ano do Cinzeiro. Escrevendo na Terceira, nas décadas seguintes, reconta com vivacidade os eventos e dá uma ideia da excepcional magnitude desta erupção. No texto que se segue procedeu-se à actualização ortográfica e de pontuação, procurando manter intacto o texto. Eis o texto de Maldonado:

### O vulcanismo do Vale da Furnas
Persistem hoje os vestígios do efeito daquele fogo num lugar que chamam as Furnas, distante cinco léguas da cidade de Ponta Delgada, e pelo que referem notoriamente os que as viram, concordam todos que se há lugar no Mundo em que se considerem e vejam as bocas do Inferno, só as bocas daquelas furnas o podem ser. O sítio por sua natureza é medonho e improdutivo, e tanto que não se acha nele árvore que dê fruto; as caças que nele se criam são tão secas, que se não acha gosto nem sabor algum nelas. Somente se dão naqueles campos grandes colmeais, em razão da quentura proporcionada à criação das abelhas no inverno, e, por assim ser, se colhe delas tal proveito, que quase satisfaz a cera do gasto da Ilha, cuja fábrica não desmerece em nada da do Reino na perfeição, brancura, e asseio.
Formou a natureza patrocinada dos incêndios do fogo relatado, umas grutas tão profundas que se lhes não sabe sua altura, estas de continuo fumegam e por tempos de tal modo, que parecem uns fornos, quando mais acesos; são quase insuportáveis os maus cheiros do enxofre que de si evaporam, com tal asco, que não há narizes que muitas vezes os aguentem. Além de serem aquelas furnas, ou bocas de fogo diversas, são diversos os efeitos que nelas se ouvem, e notam, pelos quais se denominam. Uma se chama dos Tambores, pelo som com que retumbam os ecos que nela se ouvem, tão semelhantes àquele instrumento que no caso que se esquecessem os efeitos de que nascem se julgara decerto que na realidade o eram. Outra se diz dos Esguichos pela grande veemência com que se considera o reprimido das águas que em si oculta que parecem na verdade tornos que emanam a toda a força. Outra se apelida a dos Ferreiros pela notável tropeada de golpes que uns a outros se seguem a espaços tão amiudados que denotam a fábrica da ferragem de major empenho, e muitas vezes tão certos como se fossem vindos da mão do oficial mais destro, com o que bem se poderá chamar se esta furna, ou gruta, Oficina de Vulcano.
Além destas monstruosidades horríveis que se acham naquele sítio, há outras não menos notáveis, como é uma ribeira tão quente, que para se pelar qualquer animal recente, só basta que o metam e tirem daquela água com espaço de um credo, e tanto assim que não demora de qualquer breve, coze um lenço de ovos. Junto a esta Ribeira emana outra tão frigida, que não há mão que a aguente, e destas duas se faz um composto tão delicioso e suave que serve de banho regalado e salutífero; e se averigua e afirma ter igual efeito ao das Caldas do Reino, o que se tem experimentado em muitos que deles se valeram nas enfermidades dos estupores; e a ter decerto o resguardo conveniente que convinha fora da mesma estimação que aquele. Porém, padece esta falta, porque ninguém até ao presente se animou daquela boa obra pela grande despesa de que necessita; o que só se conseguira quando o braço real para ela como principal parte concorresse, por este ou aquele modo, ainda que como pensão do povo, pela relevância para o bem comum de todos os Ilhéus, que muitas vezes os entisicam as enfermidades e achaques daquela qualidade que são comuns nestas Ilhas, os quais só com esta cura se remedeiam.

### O Cinzeiro: a grande erupção de 1630 nas Furnas
Cento e sete anos andados, depois dos últimos e lastimosos incêndios e terremotos referidos, experimentaram os micaelenses outro tão cruel, que será por seu efeito por toda a Eternidade e duração das Ilhas sempre célebre e memorável nelas; e vem a ser o que hoje por antonomásia se diz o Ano da Cinza.
Sucedeu este na era de 1630, aos 2 de Setembro daquele ano. E sendo pelas nove para as dez horas da noite, começou toda a Ilha abalar-se com amiudados terremotos, sem embargo de que se sentiam mais forçosos em umas partes do que outras, em particular nas freguesias da Ponta Garça e Povoação, lugares grandes e de muito povo, nos quais não ficou casa nem domicilio que não caísse, sem que escapasse a desgraçada Vila Franca do Campo, onde caíram também bastante número de casas. Ali viram todos os moradores daqueles dois lugares com seus olhos desfazerem-se os montes, transmutados da terra que eram em fogo; e deste fogo que emanou deles se vejo a formar um rio que desembocou na costa da beira mar do lugar da Povoação com tal fúria, ímpeto e fortaleza, que entrou no mar deixando um cais do comprimento de noventa braças, sobre o qual se caminhava a pé enxuto. Venceu a imensidade da terra de que se compunham e formavam os serros, vales, e picos, que ante si levou o fogo, a imensidade das águas, sem que lhes valesse o alcantilado dos mares, que são os das costas destas Ilhas os mais altos que na Europa se acham.
Não parou aqui somente o efeito destes horríveis terremotos, em que verdadeiramente foi muito que à vista deles não estalassem todos; porque pelas duas horas depois da meia noite daquele dia infausto rebentou outro maior fogo ao pé de um Pico que se chama hoje o da Lagoa Seca, junto às Furnas de que tratei. Tenho por impossível o poder se explicar o sucesso miserável que resultou deste fatalíssimo incêndio; considere-se qual seria a causa do fogo, que teve por efeito secar uma lagoa que ocupava a circunferência de uma légua, e tão profunda que constava de vinte e cinco braças de altura? Considere-se o estrondo da oposição dos três elementos contrarias Terra, Água e Fogo. A Terra apetecendo o seu fixo, forçando ao centro. A Água com a sua profundidade carregando sobre a Terra. O Fogo buscando a sua esfera e aniquilando, como mais forte, a Terra e Água que se lhe opunham. Foi tão pasmosa a batalha guerreira destes elementos, que se ouviram os estrondos da sua peleja na Ilha Terceira, distante trinta léguas (nota: 200 km), como se fossem peças de artilharia e redondas cargas de mosquetes, e tanto assim que foram muitos da opinião ser encontro naval de duas armadas poderosas.
Proveio deste fogo uma espantosa nuvem obscura; a qual despedia de si quando elevada umas exalações que pareciam raios, outras ao modo de relâmpagos, outras enfim subindo ao ar, como se foguetes fossem. Procedeu dela uma ribeira (sendo que poderá chamar-se rio) que queimou, consumiu e desfez em cinza e carvão tudo quanto se lhe antepôs diante; especialmente umas grandes matas que se avizinhavam àquele Pico em que brotou o incêndio, nas quais havia algumas madeiras grossas e lenhas de consideração e umas e outras sem respeito da verdura, queimou com tanta actividade como se fossem os fragmentos mais áridos que se tiram com a plaina.
Colheu este incêndio os gados dos grandes rebanhos e numerosos currais que pastavam naqueles campos, os quais atemorizados do medo dos estrondos se recolheram a suas selvas, buscando acesso nas matas e grutas em que de inverno se abrigavam, ali arderam todos estes abrasados em fogo.
E o que mais é de sentir foi a perda das muitas pessoas que naquele tempo se acharão embrenhadas na colheita da baga do louro, que desfrutavam para os azeites da candeia. E como o principal daqueles matos se compõe daqueles agrestes arvoredos, abundantíssimos então do fruto sazonado e capaz da prensa que o destila, e tão proveitoso que abrange ao provimento de toda a Ilha sem que esta necessite neste género do alheio; por cujo respeito se achavam aquelas matas com a major parte das gentes daqueles lugares circunvizinhos e alguns distantes; e porque o improviso do sucesso lhes não deu lugar ao retiro, pereceram e acabaram nele cento e noventa e tantos homens e muitas mulheres que acompanhavam seus maridos e criaturas de menoridade capazes de seguirem seus pais e mães.
No dia seguinte, 3 de Setembro de 1630, apareceu uma nuvem, a mais feia, fúnebre e medonha que imaginar se pode: no quarto dia sobreveio à terra em tal modo que a cercou em roda compreendendo em todo os horizontes dela, pondo-a em tão obscuras trevas, que duraram por três dias, num dos quais se experimentou tanta obscuridade, que sendo na hora do meio dia, foi necessário que todos se valessem da luz das tochas e de círios que traziam pelas praças e ruas públicas, a fim de se conhecerem uns aos outros. Foi este nublado tão denso, que veio a lograr a diáfana matéria de que se compunha quase a formalidade da terra, que oculta a luzes do Sol ainda quando mais intensas. Soterrou enfim a terra, e tão soterrada a quis deixar, que quando começou a desvanecer-se o nublado todo em cinzas, e tão abundantes na quantidade que durante três dias e três noites não pararam de cair num contínuo chuveiro. E partes houve que ficou de altura de três palmos. Baste o dizer-se que chegou aquele pó à ilha das Flores, distante daquela de São Miguel não menos que noventa léguas (nota: 594 km), e com tanto efeito que não ficou folha de árvore, nem planta que não cobrisse.
Também na Terceira, como nas mais Ilhas suas adjacentes, caiu por três dias, e com tanto cópia que inundou as frutas e uvas sazonadas de tal sorte que para se comerem era necessário que as lavassem; e foi Deus servido que não perdessem o sabor nem lhes causasse aquela cinza a menor mácula; mas antes querem muitos que lhes purificasse a vascuzidade, e foram os vinhos que delas se fizeram os mais excelentes daquele ano.
Era tanta a pedra pomes e escória do incêndio que na costa do mar se achava que sucedeu vir da Ilha de Santa Maria um barco, o qual se embaraçou nos pedregulhos amontoados de tal modo que lhe não foi possível passar avante até ao lugar do cais em que se havia saltar em terra; pelo que foi necessário que alguns se lançassem ao mar, e por cima das pedras vieram caminhando a vau mais de meia légua. Assim o achei escrito nos tratados antigos, e nesta fé o relato.